# Ginástica nos Jogos Olímpicos de Verão de 1896 - Barras paralelas por equipes
A prova das barras paralelas por equipes foi o primeiro evento da ginástica nos Jogos Olímpicos de Verão de 1896 a se realizar no dia 9 de abril. Três equipes de dois países disputaram a prova.

## Medalhistas
|  | GER Alemanha |  | GRE Grécia                                                                                        |  | GRE Grécia                                                                                          |
|  | Conrad Böcker Alfred Flatow Gustav Flatow Georg Hilmar Fritz Hofmann Fritz Manteuffel Karl Neukirch Richard Röstel Gustav Schuft Carl Schuhmann Hermann Weingärtner |  | Nikolaos Andriakopoulos Petros Persakis Thomas Xenakis e outros 29 atletas de nomes desconhecidos |  | Ioannis Mitropoulos Dimitrios Loundras Filippos Karvelas e outros 15 atletas de nomes desconhecidos |